# Dębowa Góra (Silezië)
Dębowa Góra is een dorp in de Poolse woiwodschap Silezië. De plaats maakt deel uit van de gemeente Boronów en telt 112 inwoners.